# Cinema Digital Sound
Le Cinema Digital Sound (CDS) est une technique développée par Kodak, c'est la première application du son numérique au cinéma et la plus performante en format 35 mm. 
Cette technique est caractérisée par la présence de six pistes numériques sur le film. En 1991, The Doors d'Oliver Stone est le premier film en 35 mm présenté en Cinema Digital Sound - 6 pistes numériques.

## Principales caractéristiques techniques[3]
- Frequency response : 20 Hz - 20 kHz (+/- 0,5 dB)
- Dynamic range : 90 dB
- Number of digital soundtracks : 6 (5.1)
- Channel separation : 90 dB